# Johann Hofer
Johann Hofer (1967) è un ex sciatore alpino austriaco.

## Biografia
Hofer, specialista delle prove tecniche, debuttò in campo internazionale in occasione dei Mondiali juniores di Sugaloaf 1984, dove vinse la medaglia d'oro nella combinata, e nella successiva rassegna iridata giovanile di Jasná 1985 conquistò la medaglia di bronzo nello slalom gigante. L'ultimo risultato della sua carriera fu la medaglia d'argento vinta nella combinata ai Campionati austriaci 1990; non ottenne piazzamenti in Coppa del Mondo né prese parte a rassegne olimpiche o iridate.

## Palmarès

### Mondiali juniores
- 2 medaglie:
  - 1 oro (combinata a Sugarloaf 1984)
  - 1 bronzo (slalom gigante a Jasná 1985)

### Campionati austriaci
- 2 medaglie[1]:
  - 2 argenti (slalom gigante nel 1989; combinata nel 1990)